# Кубок Інтертото
Кубок Інтертото (англ. UEFA Intertoto Cup) — літній клубний турнір, що проводився з 1961 по 2008 рік і був під егідою УЄФА з 1995 по 2008 рік. В ньому брали участь команди, що не отримали путівки ані до Ліги чемпіонів, ані до Кубку УЄФА. Переможці (до 2007 року їх було 3, потім 11) отримували право на участь у Кубку УЄФА. У 2008 році розігрувався востаннє, після чого був скасований.
Турнір було засновано у сезоні 1961/1962, а у 1995 УЄФА взяло його під свій патронат.

## Історія

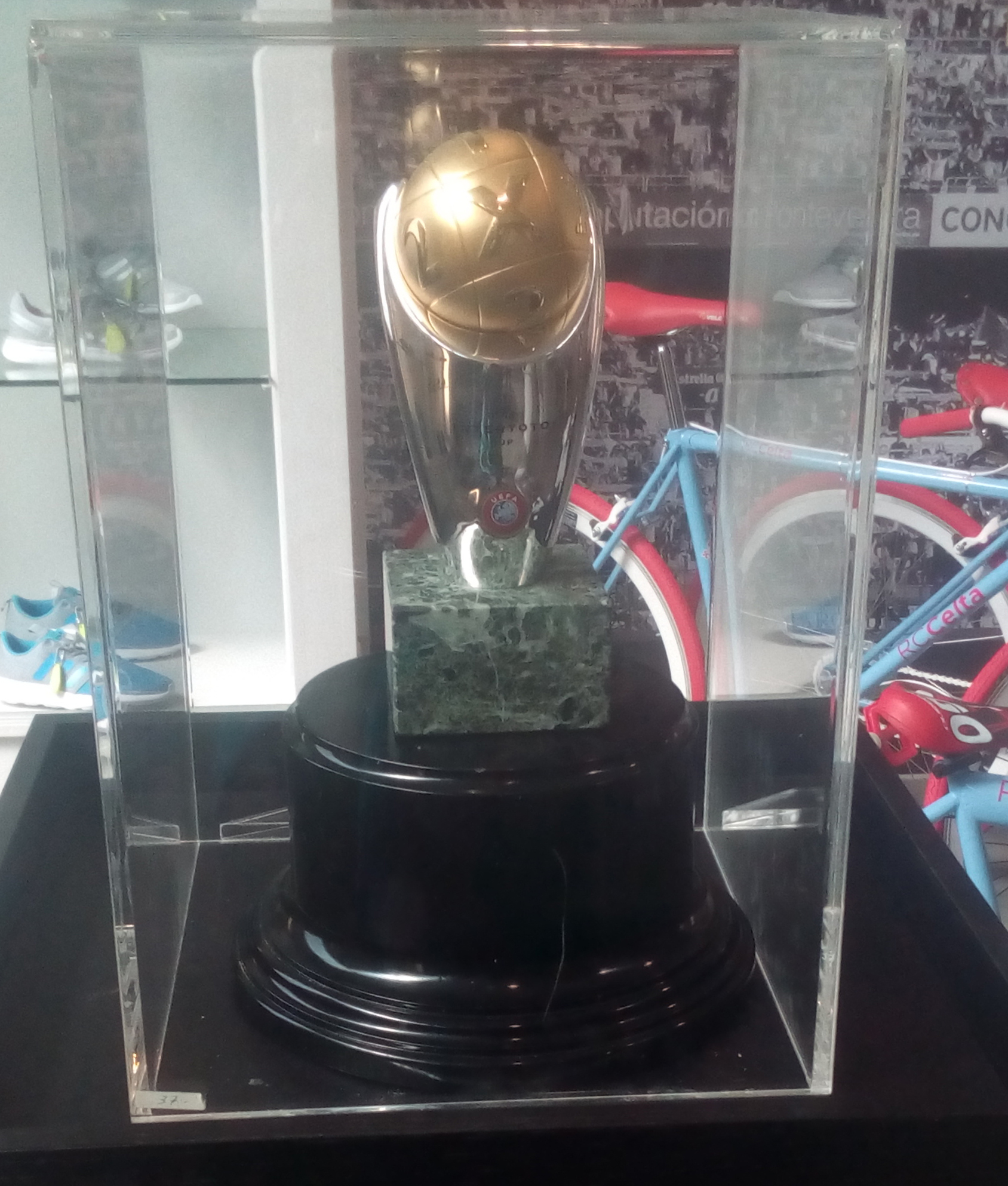
Кубок Інтертото.

Ідея створення Кубку Інтертото належить засновникові Кубку ярмарків, швейцарцю Ернсту Томену і австрійському тренеру Карлу Раппану.
Перший турнір відбувся 1961 року за спонсорської підтримки букмекерських контор. Вони були зацікавлені у такому літньому турнірі, щоб не припиняти свою роботу .
Спочатку турнір називався Міжнародним футбольним кубком (англ. International Football Cup). Він не був визнаний УЄФА і мав неофіційний статус. Кубок складався з групового етапу, раунду плей-оф і фіналу.
Починаючи з 1967 року було складно організовувати ігри, тому плей-оф і фінал не проводилися, не було одноосібного переможця, а визначалися лише переможці в групових турнірах.
У 1995 УЄФА вирішила взяти турнір під свій контроль і змінити його формат. Спочатку два переможці отримували місця в Кубку УЄФА. Один з перших переможців, Бордо, діставшись фіналу Кубку УЄФА сезону 1995/1996, надихнув УЄФА додати ще одне місце у Кубку УЄФА. Таким чином, три переможці турніру отримували місця в Кубку УЄФА.
Багатьом клубам не подобався цей турнір через те, що він заважав їм готуватись до наступного сезону. В результаті, вони не брали участь у змаганнях. У наступні роки УЄФА дозволила країнам відмовлятися від своїх місць. Наприклад, у 1998 році Шотландія, Сан-Марино, Молдова відмовилися від своїх місць, а Англія, Португалія, Греція від одного з двох своїх місць. Інші ж клуби будували фундамент свого успіху у Кубку УЄФА на виступах у Кубку Інтертото. Більше того, УЄФА заперечувала той факт, що турнір шкодить клубам.
Все ж таки, 2006 року УЄФА вкотре змінила формат турніру, зменшивши навантаження на клуби. Цей розіграш став новаторським ще й тому, що УЄФА вирішила нагородити англійський Ньюкасл кубком за те, що він пройшов далі за всіх у розіграші Кубку УЄФА з тих команд, які потрапили туди завдяки виступам у Кубку Інтертото.
У грудні 2007 року, після обрання нового президента УЄФА, Мішеля Платіні, було оголошено, що з 2009 року Кубок Інтертото буде скасований. Це була частина цілої низки змін, які повинні були провестись у системах розіграшу Ліги чемпіонів, Кубку УЄФА. Відтак, команди, які б мали брати участь у Кубку Інтертото, тепер виступають у кваліфікаційних етапах Ліги Європи УЄФА, що були розширені до чотирьох раундів щоб умістити їх.

## Переможці

### 1961—1967
| Сезон   | Переможець            | Фіналіст              | Рахунок       |
| ------- | --------------------- | --------------------- | ------------- |
| 1961–62 | Аякс (Амстердам)      | Феєнорд               | 4:2           |
| 1962–63 | Словнафт (Братислава) | Падова                | 1:0           |
| 1963–64 | Словнафт (Братислава) | Полонія (Битом)       | 1:0           |
| 1964–65 | Полонія (Битом)       | Лейпциг               | 5:1, 0:3      |
| 1965–66 | Локомотив (Лейпциг)   | Норрчепінг            | 4:0, 0:1      |
| 1966–67 | Айнтрахт (Франкфурт)  | Словнафт (Братислава) | 1:1, 3:2 д.ч. |

### 1967—1994
У цей період у турнірі не визначався єдиний переможець, проходили лише групові раунди.

#### Регіональна система (1967, 1968, 1970)
| Рік  | Група A1            | Група A2         | Група A3           | Група A4 | Група A5  | Група A6    | Група B1              | Група B2             | Група B3            | Група B4 | Група B5           | Група B6            | Група B7              | Група B8              |
| ---- | ------------------- | ---------------- | ------------------ | -------- | --------- | ----------- | --------------------- | -------------------- | ------------------- | -------- | ------------------ | ------------------- | --------------------- | --------------------- |
| 1967 | Лугано              | Феєнорд          | Лілль              | Льєрс    | –         | –           | Ганновер 96           | Заглембє (Сосновець) | Полонія (Битом)     | Гетеборг | Рух (Хожув)        | Кошице              | КБ (Копенгаген)       | Фортуна (Дюссельдорф) |
| 1968 | Нюрнберг            | Аякс (Амстердам) | Спортінг (Лісабон) | Феєнорд  | Еспаньйол | АДО Ден Гаг | Карл-Маркс-Штадт      | Емпор (Росток)       | Слован (Братислава) | Кошиці   | Локомотив (Кошиці) | Одра (Ополе)        | Айнтрахт (Брауншвейг) | Легія                 |
| 1970 | Слован (Братислава) | Гамбург          | Уніон (Теплиці)    | МВВ      | Кошиці    | –           | Айнтрахт (Брауншвейг) | Славія (Прага)       | Олімпік (Марсель)   | Естерс   | Вісла (Краків)     | Аустрія (Зальцбург) | Банік (Острава)       | Полонія (Битом)       |

#### Нерегіональна система (1969, 1971—1994)
| Рік  | Група 1               | Група 2             | Група 3               | Група 4                  | Група 5               | Група 6               | Група 7               | Група 8             | Група 9          | Група 10                 | Група 11        | Група 12  |
| ---- | --------------------- | ------------------- | --------------------- | ------------------------ | --------------------- | --------------------- | --------------------- | ------------------- | ---------------- | ------------------------ | --------------- | --------- |
| 1969 | Мальме                | Шомберки (Битом)    | Фюрт                  | Жиліна                   | Норрчепінг            | Єднота (Тренчин)      | Фрем                  | Вісла (Краків)      | Одра (Ополе)     | –                        | –               | –         |
| 1971 | Герта (Берлін)        | Сталь (Мелець)      | Серветт               | Тржинець                 | Отвідабергс           | Айнтрахт (Брауншвейг) | Аустрія (Зальцбург)   | –                   | –                | –                        | –               | –         |
| 1972 | Нітра                 | Норрчепінг          | Сент-Етьєн            | Славія (Прага)           | Слован (Братислава)   | Айнтрахт (Брауншвейг) | Ганновер 96           | ФЕСТ (Лінц)         | –                | –                        | –               | –         |
| 1973 | Ганновер 96           | Слован (Братислава) | Герта (Берлін)        | Цюрих                    | Рибник                | Уніон (Теплиці)       | Феєнорд               | Вісла (Краків)      | Нітра            | Естерс                   | –               | –         |
| 1974 | Цюрих                 | Гамбург             | Мальме                | Стандард (Льєж)          | Слован (Братислава)   | Спартак (Трнава)      | Дуйсбург              | Банік (Острава)     | Кошиці           | КУФ (Баррейру)           | –               | –         |
| 1975 | Тіроль (Інсбрук)      | ФЕСТ (Лінц)         | Айнтрахт (Брауншвейг) | Заглембє (Сосновець)     | Збройовка             | Рибник                | Отвідабергс           | Кайзерслаутерн      | Белененсеш       | Челік (Зениця)           | –               | –         |
| 1976 | Янг Бойз              | Герта (Берлін)      | Уніон (Теплиці)       | Банік (Острава)          | Збройовка             | Спартак (Трнава)      | Інтер (Братислава)    | Естерс              | Юргорден         | Воєводина                | Відзев (Лодзь)  | –         |
| 1977 | Гальмстад             | Дуйсбург            | Інтер (Братислава)    | Славія (Софія)           | Славія (Прага)        | Фрем                  | Єднота (Тренчин)      | Слован (Братислава) | Естерс           | Погонь (Щецин)           | –               | –         |
| 1978 | Дуйсбург              | Славія (Прага)      | Герта (Берлін)        | Айнтрахт (Брауншвейг)    | Мальме                | Локомотив (Кошиці)    | Татран                | Маккабі (Нетанья)   | Грацер           | –                        | –               | –         |
| 1979 | Вердер                | Грассгоппер         | Айнтрахт (Брауншвейг) | Богеміанс                | Спартак (Трнава)      | Збройовка             | Пирин (Благоєвград)   | Банік (Острава)     | –                | –                        | –               | –         |
| 1980 | Стандард (Льєж)       | Богеміанс           | Маккабі (Нетанья)     | Спарта (Прага)           | Нітра                 | Гальмстад             | Мальме                | Гетеборг            | Ельфсборг        | –                        | –               | –         |
| 1981 | Вінер Шпорт-Клуб      | Стандард (Льєж)     | Вердер                | Будучност                | Орхус                 | Моленбек              | Гетеборг              | Штутгартер Кікерс   | Хеб              | –                        | –               | –         |
| 1982 | Стандард (Льєж)       | Відзев (Лодзь)      | Орхус                 | Люнгбю                   | Адміра Ваккер Медлінг | Богеміанс             | ІК Браге              | Естерс              | Гетеборг         | –                        | –               | –         |
| 1983 | Твенте                | Янг Бойз            | Погонь (Щецин)        | Маккабі (Нетанья)        | Слобода (Тузла)       | Богеміанс             | Гетеборг              | Гаммарбю            | Фегервар         | Вітковиці                | –               | –         |
| 1984 | Богеміанс             | Орхус               | Фортуна (Дюссельдорф) | Стандард (Льєж)          | AIK                   | Мальме                | Відеотон              | Маккабі (Нетанья)   | Цюрих            | ГКС (Катовиці)           | –               | –         |
| 1985 | Вердер                | Рот-Вайс (Ерфурт)   | Гетеборг              | AIK                      | Вісмут (Ауе)          | Спарта (Прага)        | Гурник (Забже)        | Маккабі (Хайфа)     | Банік (Острава)  | Уйпешт                   | МТК (Будапешт)  | –         |
| 1986 | Фортуна (Дюссельдорф) | Уніон (Берлін)      | Мальме                | Рот-Вайс (Ерфурт)        | Сігма (Оломоуць)      | Уйпешт                | Брондбю               | Люнгбю              | Лех (Познань)    | Гетеборг                 | Славія (Прага)  | Карл Цейс |
| 1987 | Карл Цейс             | Погонь (Щецин)      | Вісмут (Ауе)          | Татабанья                | Мальме                | AIK                   | Етир (Велико-Тирново) | Брондбю             | –                | –                        | –               | –         |
| 1988 | Мальме                | Гетеборг            | Банік (Острава)       | Аустрія (Відень)         | Янг Бойз              | Кайзерслаутерн        | Ікаст                 | Карл Цейс           | Грассгоппер      | Карлсруе                 | Баєр (Юрдінген) | –         |
| 1989 | Люцерн                | Болдклуббен 1903    | Тіроль (Інсбрук)      | Грассгоппер              | Татабанья             | Нествед               | Еребру                | Спарта (Прага)      | Банік (Острава)  | Ергрюте                  | Кайзерслаутерн  | –         |
| 1990 | Ксамакс               | Тіроль (Інсбрук)    | Лех (Познань)         | Слован (Братислава)      | Мальме                | ГАІС                  | Люцерн                | Ферст Вієнна        | Хемніцер         | Баєр (Юрдінген)          | Оденсе          | –         |
| 1991 | Ксамакс               | Лозанна             | Аустрія (Зальцбург)   | Дукла (Банська Бистриця) | Болдклуббен 1903      | Грассгоппер           | Баєр (Юрдінген)       | Дунайська Стреда    | Тіроль (Інсбрук) | Еребру                   | –               | –         |
| 1992 | Копенгаген            | Шіофок              | Баєр (Юрдінген)       | Карлсруе                 | Рапід (Відень)        | Люнгбю                | Слован (Братислава)   | Ольборг             | Славія (Прага)   | Локомотив (Г. Оряховиця) | –               | –         |
| 1993 | Рапід (Відень)        | Треллеборг          | Норрчепінг            | Мальме                   | Славія (Прага)        | Цюрих                 | Янг Бойз              | Динамо (Дрезден)    | –                | –                        | –               | –         |
| 1994 | Гальмстад             | Янг Бойз            | AIK                   | Гамбург                  | Бекешчаба             | Слован (Братислава)   | Грассгоппер           | Аустрія (Відень)    | –                | –                        | –               | –         |

### 1995—2005
У турніру було три (1995 — два) переможці, які кваліфікувались до Кубка УЄФА.
| Рік  | Переможці         | Фіналісти               | Результат      |
| ---- | ----------------- | ----------------------- | -------------- |
| 1995 | Страсбур          | Тіроль (Інсбрук)        | 7–2            |
| 1995 | Бордо             | Карлсруе                | 4–2            |
| 1996 | Карлсруе          | Стандард (Льєж)         | 3–2            |
| 1996 | Генгам            | Ротор (Волгоград)       | 2–2 (г.)       |
| 1996 | Сількеборг        | Сегеста                 | 2–2 (г)        |
| 1997 | Бастія            | Гальмстад               | 2–1            |
| 1997 | Олімпік (Ліон)    | Монпельє                | 4–2            |
| 1997 | Осер              | Дуйсбург                | 2–0            |
| 1998 | Валенсія          | Аустрія (Зальцбург)     | 4–1            |
| 1998 | Вердер            | Воєводина               | 2–1            |
| 1998 | Болонья           | Рух (Хожув)             | 3–0            |
| 1999 | Монпельє          | Гамбург                 | 2–2 (3–0 пен.) |
| 1999 | Ювентус           | Ренн                    | 4–2            |
| 1999 | Вест Гем Юнайтед  | Мец                     | 3–2            |
| 2000 | Удінезе           | Сігма (Оломоуць)        | 6–4            |
| 2000 | Сельта            | Зеніт (Санкт-Петербург) | 4–3            |
| 2000 | Штутгарт          | Осер                    | 3–1            |
| 2001 | Астон Вілла       | Базель                  | 5–2            |
| 2001 | Парі Сен-Жермен   | Брешія                  | 1–1 (г.)       |
| 2001 | Труа              | Ньюкасл Юнайтед         | 4–4 (г.)       |
| 2002 | Малага            | Вільярреал              | 2–1            |
| 2002 | Фулгем            | Болонья                 | 5–3            |
| 2002 | Штутгарт          | Лілль                   | 2–1            |
| 2003 | Шальке 04         | Пашинг                  | 2–0            |
| 2003 | Вільярреал        | Геренвен                | 2–1            |
| 2003 | Перуджа           | Вольфсбург              | 3–0            |
| 2004 | Лілль             | Уніан Лейрія            | 2–0 дч         |
| 2004 | Шальке 04         | Слован (Ліберець)       | 3–1            |
| 2004 | Вільярреал        | Атлетіко (Мадрид)       | 2–2 (3–1 пен.) |
| 2005 | Гамбург           | Валенсія                | 1–0            |
| 2005 | Ланс              | ЧФР (Клуж-Напока)       | 4–2            |
| 2005 | Олімпік (Марсель) | Депортіво (Ла-Корунья)  | 5–3            |

### 2006—2008
Перераховано всі 11 команд, які виграли свої фінали турніру, кваліфікуючись до Кубка УЄФА. Володарі кубку (визначений за найкращими результатами в Кубку УЄФА) виділені жирним шрифтом.
| Рік  | Володар кубку   | Інші переможці    | Інші переможці         | Інші переможці | Інші переможці    | Інші переможці   |
| ---- | --------------- | ----------------- | ---------------------- | -------------- | ----------------- | ---------------- |
| 2006 | Ньюкасл Юнайтед | Осер              | Грассгоппер            | Оденсе         | Олімпік (Марсель) | Герта (Берлін)   |
| 2006 | Ньюкасл Юнайтед | Кайсеріспор       | Етнікос (Ахна)         | Твенте         | Рід               | Марибор          |
| 2007 | Гамбург         | Атлетіко (Мадрид) | Ольборг                | Сампдорія      | Блекберн Роверз   | Ланс             |
| 2007 | Гамбург         | Уніан Лейрія      | Рапід (Відень)         | Гаммарбю       | Оцелул            | Тобол (Костанай) |
| 2008 | Брага           | Астон Вілла       | Депортіво (Ла-Корунья) | Штутгарт       | Русенборг         | Наполі           |
| 2008 | Брага           | Ренн              | Васлуй                 | Ельфсборг      | Грассгоппер       | Штурм (Грац)     |